# ハイランダー 悪魔の戦士
『ハイランダー 悪魔の戦士』（ハイランダー あくまのせんし、原題：Highlander）は、1986年のアメリカ・イギリス合作映画。
グレゴリー・ワイデンの原作をもとにラッセル・マルケイが監督したファンタジー・アクション映画。ヒットしたため続編やテレビ用スピンオフが制作された。

## あらすじ
この世界には"活力"(Quickening)と呼ばれるエネルギーを内に宿し、首をはねられない限り永遠の時を生き続ける「不死の者」と呼ばれる戦士達がいる。彼らは子孫を残すことができず、来たる“集合の時"に殺し合う事が運命付けられており、最後に生き残った者には“究極の宝"が与えられるという。
1518年のスコットランドにてハイランダーの氏族に生まれたコナー・マクラウドは、1536年の戦場で相見えた黒騎士クルガンとの戦いで致命傷を負った際に不死者として目覚めるも、周囲から悪魔と罵られ一族から追放される。流れ着いた先で妻ヘザーを娶り静かに暮らすコナーの前に現れたのは、スペインから来た不死者フアン・ラミレスであった。ラミレスはクルガンの正体がロシア生まれの不死者であると明かし、クルガンのような邪悪な者に"究極の宝"を渡さないためにもコナーを弟子として鍛え上げる。コナーが不在のある夜、ラミレスはコナーを追って来たクルガンと戦闘になり、喉に深手を与えるも、力及ばず斬首される。師を失ったコナーは老衰で弱り行くヘザーを看取った後、ハイランドを離れ旅に出る。
1985年アメリカ・ニューヨーク。ラッセル・ナッシュの名で古物商を営んでいたコナーは"集合の時"が近いことを悟り、クルガンとの最後の戦いに挑む。

## キャスト
| 役名                                    | 俳優                       | 日本語吹替                                                                           |
| 役名                                    | 俳優                       | テレビ朝日版                                                                         |
| --------------------------------------- | -------------------------- | ------------------------------------------------------------------------------------ |
| コナー・マクラウド / ラッセル・ナッシュ | クリストファー・ランバート | 大塚芳忠                                                                             |
| ブレンダ・ワイアット                    | ロクサーヌ・ハート         | 小山茉美                                                                             |
| クルガン / ヴィクタ・クーガー           | クランシー・ブラウン       | 大友龍三郎                                                                           |
| フアン・ラミレス                        | ショーン・コネリー         | 井上孝雄                                                                             |
| ヘザー・マクラウド                      | ビーティ・エドニー         | 山田栄子                                                                             |
| フランク・モラン                        | アラン・ノース             | 宮川洋一                                                                             |
| ウォルター・ベドソー                    | ジョン・ポリト             | 谷口節                                                                               |
| レイチェル・エレンスタイン              | シェイラ・ギシュ           |                                                                                      |
| スンダ                                  | ヒュー・クアルシー         |                                                                                      |
| カーク                                  | クリストファー・マルコム   |                                                                                      |
| イマン・ファジル                        | ピーター・ダイアモンド     |                                                                                      |
| ドゥーガル・マクラウド                  | ビリー・ハートマン         |                                                                                      |
| アンガス・マクラウド                    | ジェームズ・コスモ         |                                                                                      |
| ケイト・マクラウド                      | セリア・イムリー           |                                                                                      |
| その他                                  |                            | 阪脩 谷育子 火野カチコ 麦人 中庸助 徳丸完 大山高男 仲木隆司 石森達幸 速見圭 二又一成 |
|                                         |                            |                                                                                      |
| 演出                                    |                            | 蕨南勝之                                                                             |
| 翻訳                                    |                            | 宇津木道子                                                                           |
| 調整                                    |                            | 東上別符精                                                                           |
| 効果                                    |                            | リレーション                                                                         |
| 制作                                    |                            | 東北新社                                                                             |
| 初回放送                                |                            | 1988年5月15日 『日曜洋画劇場』 BD収録                                                |

## 制作
- グレゴリー・ワイデンは、この映画のスクリプトをカリフォルニア大学ロサンゼルス校の脚本の主任教授だったリチャード・ウォルターのワークショップの宿題として書いた[1]。それからしてワイデンは10,000USドルの小切手で1982年にそのスクリプトを売った[2]。
- 監督のラッセル・マルケイは、 素早い切り替えといったミュージックビデオの手法をとり、楽曲もスピード感のあるものを用いた[3]。
- 当初コナー・マクラウド役にはミッキー・ロークがあげられていたが、断られた[4]。
- 撮影監督のアーサー・スミスはコナー・マクラウドのキルトから魚が出るシーンを撮影したが、ランバートのスカートが短すぎたため、カメラの死角にあたる部分にパイプを入れて、生きたマスをそこから出すという方法をとった。
- コナー・マクラウドとクルガンが出会うシーンの撮影日は雨天で、クルーはカメラのレンズに雨粒が当たらないようにするために傘とヘアドライヤーを用いた。また、近眼のランバートが、丘の上のウマのところにやってくるとき、眼鏡をはずさせるを忘れさせたことも覚えている[5]。
- 駐車場のシーンの外観はマンハッタンのマディソン・スクエア・ガーデンの真向かいで撮影し、内部はロンドンのある場所で撮影が行われたとロケーションマネージャーの Brett Botulaは話した[6]。
- マクラウドたちがアイリーン・ドナン城（英語版）で戦う場面の撮影はスカイ島とカイル・オブ・ロカルシュ（英語版）の近くにあるデュイック湖（英語版）で行われた。

## ホームビデオ
1996年、この映画のDVDが全米で初めてリリースされた。"10th Anniversary Edition" Director's Cutには、海外向けの無修正版が含まれていた。"15th Anniversary"版は2001年に全世界で一リースされ、全世界公開版が含まれていた。2002年、この映画は通常版と、全世界様々な特典の付いた"Immortal Edition"の2枚が別々にリリースされた。なお、現在 Blu-ray Disc版も発売されている。

## サウンドトラック
オリジナルのオーケストラスコアはマイケル・ケイメンが作曲したが、クイーン の「プリンシス・オブ・ザ・ユニヴァース」といった歌も使用された。なお、この曲はテレビ版のタイトルコールにも使用された。クイーンは、コナーとその妻ヘザーの愛が定められたものだとわかった際に流れた「リヴ・フォーエヴァー」（作曲：ブライアン・メイ）といった、場面の雰囲気に合わせた曲を何曲か作曲した。
クイーン名義でハイランダー・シリーズに特化したアルバムはリリースされていないが、クイーンが1986年にリリースしたアルバム『カインド・オブ・マジック』は、映画に関連した曲が多く、映画と同じテーマのものもある。クイーン版「ニューヨーク、ニューヨーク」（原曲はフランク・シナトラ。クルガンがブレンダをニューヨークにドライブに行くシーンに使用された）はいまだに収録されていない。
『カインド・オブ・マジック』に収録された曲はすべてこの映画のための書き下ろしたが、映画本篇中で使われた曲のうち、「ハマー・トゥ・フォール」は、1984年のアルバム『ザ・ワークス』に収録されているものだった。
2014年にリリースされたアルバム、『Highlander Original Motion Picture Soundtrack and Score featuring QUEEN and Michael Kamen [Digipak] Deluxe Edition』（ASIN: B00NLGD778 [Amazon.comのコード]）には前述の「ニューヨーク、ニューヨーク」が追加された「A Dozen Red Roses For My Darling [Kurgan's NY NY Edit]」等も収録された。ただし「ニューヨーク、ニューヨーク」は映画で使用された部分のみである。このCDは日本では正規発売されていない（2015年現在は日本版が無い）が、Amazon.comで販売されているため、日本にいても比較的容易に入手できる。このアルバムのオリジナルの初版は1986年だが、何度か内容を変えながら再発売され、この2014年版が最新である。
1996年発売のアルバム『Highlander: The Original Scores』（Edel 0028892EDL）は『ハイランダー 悪魔の戦士』を含む映画『ハイランダー』シリーズ3作品から抜粋されたBGMのCDである。『ハイランダー 悪魔の戦士』からは5曲が収録されており、この内「Under The Garden / The Prize」は映画のクライマックスであるコナーとクルガンの決戦シーンのBGMだが、この曲は前述のCD『Highlander Original Motion Picture Soundtrack and Score featuring QUEEN and Michael Kamen [Digipak] Deluxe Edition』には未収録である。